# Элиассон, Олафур
О́лафур Э́лиассон (исл. и дат. Ólafur Elíasson, англ. Olafur Eliasson, более правильный вариант перевода имени — О́улавюр Э́лиассон; род. 5 февраля 1967 года, Копенгаген, Дания) — современный датско-исландский художник. Одна из самых известных его работ — инсталляция «The Weather Project» в турбинном зале Tate Modern в Лондоне в 2003. В том же году он представлял Данию на Венецианской биеннале.

## Биография
Олафур Элиассон родился 5 февраля 1967 года в Копенгагене в семье исландцев. Его отец был художником, а мать — швеёй. Когда Олафуру было 8 лет, его родители развелись, отец вернулся в Исландию. Элиассон учился в Королевской датской академии изобразительных искусств в Копенгагене с 1985 по 1995. В начале карьеры переехал в Германию, основал «Студию Олафура Элиассона» в Берлине. Художник живёт и работает в Копенгагене и Берлине.
Помимо искусства занимается также архитектурой: бюро Элиассона спроектировало Круглый мост в Копенгагене.

## Творчество
- Олафур Элиассон объединяет искусство, науку и природные явления, создавая необычный сенсорный опыт. Борясь с пассивным характером традиционного восприятия искусства, он побуждает зрителя к активному участию.
- Базовые элементы погоды — вода, свет, температура, давление — материалы, которые Олафур Элиассон использует на протяжении своей карьеры. В его инсталляциях постоянно присутствуют элементы, заимствованные у природы — пар, радуга или туман. Представляя природные явления в искусственном окружении, художник предлагает зрителю переосмыслить понимание и восприятие физического мира.
- Многие работы Элиассона изучают взаимосвязь зрителя и объекта. В Your Sun Machine (1997) зрители входили в комнату, которая пуста, помимо большой круглой дыры в потолке. Каждое утро солнечный свет струился в пространстве через это отверстие, сначала создавая круглые, а затем овальные отсветы на стенах и полу. Луч света двигался через комнату на протяжении дня.
- Для The Mediated Motion в Kunsthaus Bregenz в Австрии (2001) Элиассон создал пространства, заполненные натуральными материалами, включая воду, туман, землю, дерево, грибы и ряску. Во время своего путешествия по выставке посетители сталкивались с различным сенсорным опытом.
- Олафур Элиассон участвовал во многих международных выставках с 1989, включая Манифесту 1, Роттердам (1996); 2-ю Йоханнесбургскую биеннале и 5-ю Стамбульскую биеннале (1997); Сиднейскую биеннале и XXIV Биеннале Сан Пауло (1998); Венецианскую биеннале (1999 и 2003).

### The Weather Project
В The Weather Project (2003) Олафур Элиассон взял излюбленную тему разговоров англичан, погоду, в качестве отправной точки для изучения идей опыта и репрезентации. В этой инсталляции солнце и небо доминируют в Турбинном зале Тейт Модерн. Дымка пронизывает пространство, туман аккумулируется в подобие облаков, перед тем как исчезнуть. Взглянув наверх, можно обнаружить, что потолок Турбинного зала исчез, заменённый отражающей поверхностью. В конце зала — гигантский круг-солнце, сделанное из сотен моно-частотных ламп, в свете которых все цвета, кроме жёлтого и чёрного, становятся невидимыми.

### The New York City Waterfalls
Четыре искусственных водопада, падающих с высоты от 90 до 120 футов, были установлены в Нью-Йорке в 2008 в четырёх местах: у Пирса 35, под Бруклинским мостом, у Бруклинского пирса и на Губернаторских островах. Олафур Элиассон считает свой монументальный проект идеальным способом обратить внимание на силу и потенциал природных ресурсов. Металлические леса служили основой для каждого водопада, около 35 000 галлонов воды в минуту обрушивались с каждого водопада. Зрители могли увидеть водопады в действии с 7 утра до 10 вечера, каждый день, до 13 октября 2008. После захода солнца каждый водопад подсвечивался. Этот проект стоил порядка 15 миллионов долларов, ожидалось, что доходы от туризма будут порядка 60 миллионов. Проект был реализован при помощи Общественного Фонда Искусств и строительной корпорации Tishman.

## Персональные выставки
| - 2009 Проект Sammlung (6): Олафур Элиассон: The moving museum, Кунстхаус Цуг, Швейцария - 2009 Take your time: Олафур Элиассон, Музей современного искусства, Чикаго; Музей современного искусства, Сидней - 2008 50 лун Сатурна, Second edition of the Torino Triennale, Castello di Rivoli Museo D’Arte Contemporanea, Риволи, Турин - 2008 Природа вещей, Fundació Joan Miró, Барселона; Centre Cultural Caixa - 2008 Girona — Fontana d’Or, Жирона - 2008 Take your time, Музей современного искусства, Нью-Йорк; P.S.1 Contemporary Art Center, Квинс, Нью-Йорк; Музей искусств Далласа, Техас - 2008 Spatial vibration: string — based instrument, study II, Tanya Bonakdar Gallery, Нью-Йорк - 2008 Summer solstice, Jarla Partilager, Стокгольм - 2008 The inside of outside, neugerriemschneider, Берлин - 2008 Your mobile expectations: BMW H2R project, Pinakothek der Moderne, Мюнхен - 2007 Take your time Архивная копия от 7 декабря 2012 на Wayback Machine, Музей современного искусства Сан-Франциско - 2007 Winter solstice, Jarla Partilager, Стокгольм - 2007 Your tempo: Olafur Eliasson, Музей современного искусства Сан-Франциско - 2006 A laboratory of mediating space, Aedes am Pfefferberg, Берлин - 2006 Light lab (test I—XII), Portikus, Франкфурт - 2006 Omgivelser, Andersen-S Contemporary, Копенгаген - 2006 The endless study, Österreichische Friedrich und Lillian Kiesler — Privatstiftung, Вена - 2006 Your constants are changing, Gallery Koyanagi, Токио - 2006 Your engagement sequence, Tanya Bonakdar Gallery, Нью-Йорк - 2006 Your uncertainty of colour matching experiment, in collaboration with Boris Oicherman, Ikon Gallery, Бирмингем - 2006 Your waste of time, neugerriemschneider, Берлин - 2005 Meant to be lived in (Today I’m feeling prismatic), Emi Fontana West of Rome, Jamie Residence, Пасадена | - 2005 Notion motion, Museum Boijmans Van Beuningen, Роттердам - 2005 The Body as Brain, Projekt Sammlung (3), Kunsthaus Zug - 2005 The light setup, Lunds Konsthall, Швеция; Malmö Konsthall - 2005 Your light shadow, Hara Museum of Contemporary Art, Токио - 2004 Colour memory and other informal shadows, Astrup Fearnley Museet for Moderne Kunst, Осло - 2004 Frost activity, Reykjavik Art Museum-Hafnarhús, Рейкьявик - 2004 I only see things when they move, Aspen Art Museum, Колорадо - 2004 Minding the world, ARoS Aarhus Kunstmuseum - 2004 Photographs, Menil Collection, Хьюстон - 2004 Your lighthouse: Works with light 1991—2004, Kunstmuseum Wolfsburg - 2003 Funcionamiento silencioso, Museo Nacional Centro de Arte Reina Sofia — Palacio de Cristal, Parque del Retiro, Мадрид - 2003 Olafur Eliasson, Tanya Bonakdar Gallery, Нью-Йорк - 2003 Sonne statt Regen, Städtische Galerie im Lenbachhaus und Kunstbau München, Мюнхен - 2003 The blind pavilion, Danish Pavilion, 50th Venice Biennale, Венеция - 2003 The weather project, The Unilever Series, Tate Modern, Лондон - 2003 The body as brain: Projekt Sammlung (1), Kunsthaus Zug - 2002 Chaque matin je me sens différent, chaque soir je me sens le même, Musée d’Art Moderne de la Ville, Париж - 2002 Olafur Eliasson, i8 Gallery, Рейкьявик - 2002 The cartographic series I + II, Niels Borch Jensen Galerie und Verlag, Берлин - 2001 Die Dinge, die du nicht siehst, die du nicht siehst, neugerriemschneider, Берлин - 2001 Projects 73: Olafur Eliasson; Seeing yourself sensing, The Museum of Modern Art, Нью-Йорк - 2001 The mediated motion, Kunsthaus Брегенц | - 2001 The structural evolution project, Mala Galerija, Любляна - 2001 Your only real thing is time, Institute of Contemporary Art, Бостон - 2000 Your intuitive surroundings versus your surrounded intuition, Художественный институт Чикаго - 2000 Olafur Eliasson, Kunstverein Wolfsburg - 2000 Surroundings surrounded, Neue Galerie am Landesmuseum Joanneum, Грац; Центр искусств и медиатехнологий (ZKM), Карлсруэ - 2000 The curious garden, Irish Museum of Modern Art, Дублин - 2000 Your now is my surroundings, Bonakdar Jancou Gallery, Нью-Йорк - 1999 Yet untitled, Kunstverein Wolfsburg - 1999 Your circumspection disclosed: A project for the castle, Castello di Rivoli, Museo d’Arte Contemporanea, Турин - 1999 Your position surrounded and your surroundings positioned, Dundee Contemporary Arts, Шотландия - 1998 Olafur Eliasson, Galerie für Zeitgenössische Kunst, Лейпциг - 1998 Yet untitled, neugerriemschneider, Берлин - 1997 The curious garden, Kunsthalle Базель - 1997 Your sun machine, Marc Foxx Gallery, Лос-Анджелес - 1997 Your windy corner, Galleri Andreas Brändström, Стокгольм - 1996 Tell me about a miraculous invention, Galleri Andreas Brändström, Стокгольм; Malmö Konstmuseum - 1996 Your foresight endured, Galleria Emi Fontana, Милан - 1996 Your strange certainty still kept, Tanya Bonakdar Gallery, Нью-Йорк - 1995 Eine Beschreibung einer Reflexion, oder aber eine angenehme Übung zu deren Eigenschaften, neugerriemschneider, Берлин - 1995 Thoka, Kunstverein Гамбург - 1994 Einige erinnern sich, dass sie auf dem Weg waren diese Nacht, Galerie Lukas & Hoffmann, Кёльн - 1994 Lilja Lever, Stalke Galleri, Копенгаген - 1994 No nights in summer, no days in winter, Forumgalleriet, Мальмё - 1992 Expectations, Копенгаген |

## Паблик-арт
- 2008 The New York City Waterfalls, временная инсталляция по заказу Public Art Fund, Нью-Йорк
- 2008 Yellow fog, временная инсталляция в Verbund Zentrale, Am Hof, Вена
- 2007 Serpentine Gallery Pavilion 2007, в сотрудничестве с Kjetil Thorsen; временная инсталляция по заказу Serpentine Gallery, Лондон
- 2006 Eye see you, по заказу Louis Vuitton Malletier; временная инсталляция для бутиков Louis Vuitton
- 2006 Music wall, временная инсталляция в Alsion в Сённерборг, Дания, по заказу Университета южной Дании, Оденс
- 2006 Your rainbow panorama, временная инсталляция, по заказу ARoS Aarhus Kunstmuseum
- 2004 Umschreibung, временная инсталляция по заказу KPMG Deutsche Treuhand — Gesellschaft, Берлин
- 2004 Dufttunnel, временная инсталляция по заказу Autostadt GmbH, Вольфсбург
- 2004 The other wall, временная инсталляция по заказу KORO-Public Art Norway для New Oslo Opera, Норвегия
- 2003 Sphere, временная инсталляция по заказу HypoVereinsbank для Fünf Höfe development, Мюнхен
- 2001 Green river, Токио
- 2001 Windspiegelwand, временная инсталляция по заказу Die Deutsche Gesellschaft für Technische Zusammenarbeit, Берлин
- 2000 Green river, Стокгольм
- 2000 The movement meter for Lernacken, временная инсталляция по заказу City of Malmö
- 1999 Green river, Лос-Анджелес
- 1998 Yellow fog, временная инсталляция, The Jewish Museum, Нью-Йорк
- 1998 Green river, Бремен, Германия; Мосс, Норвегия; The Northern Fjallabak Route, Исландия

## Публичные коллекции
| - MoMA, Нью-Йорк - Музей Гуггенхайма, Нью-Йорк - Тейт Бритен, Лондон - Институт искусств, Чикаго - ZKM, Карлсруэ - MOCA, Лос-Анджелес - Центр искусств Уокера, Миннеаполис - Музей Хиршхорна, Вашингтон - SFMOMA, Сан-Франциско - Новая галерея, Грац - Центр светового искусства, Унна - Луизиана, Копенгаген - Киасма, Хельсинки - Музей искусства XXI века, Канадзава - Augarten Contemporary/TBA21, Вена - QAG, Брисбен - Гос. музей искусств, Копенгаген - Замок Риволи, Риволи - Музей совр. искусства, Стокгольм - Худ. музей, Базель - Художественный музей, Мальмё - Музей совр. искусства, Базель - GfZK, Лейпциг - Аркен, Копенгаген - Музей совр. искусства, Роскилле | - Художественный музей, Вольфсбург - Художественная галерея, Билефельд - Гравюрный кабинет, Берлин - Галерея в доме Ленбаха, Мюнхен - Художественная галерея, Цуг - ARoS, Орхус - Инхотим, Брумадинью - Нац. музей фотографии, Копенгаген - Фотомузей, Винтертур - Художественный музей, Рейкьявик - Safn, Рейкьявик - Балтиморский худ. музей, Балтимор - MIT LVAC, Кембридж - Худ. музей Кемпера, Сент-Луис - Миддлберийский музей, Миддлбери - Музей Нэшера, Дарем - Cisneros Fontanals Art Foundation, Майами - Пинчук-арт-центр, Киев - Галерея Таунера, Истборн - Фонд Ванас, Книслинге - Фонд НМАК, Кадис - Фонд «Телефоники», Мадрид - Фонд Эллипс, Лиссабон - Собрание «Cal Cego», Барселона - Частное собрание К. Бороса, Берлин | - Частное собрание М. Маргулиса, Майами - Частное собрание Ю. Стошек, Дюссельдорф - Частное собрание четы Хауброк, Берлин |

## Цитаты
…Сомневаюсь, что арт-сообщество способно искусственно создать хорошего художника. Социальная активность по большому счету не имеет значения, она может лишь ускорить карьеру, увеличить число выставок. Да, в системе арт-рынка карьеры художников часто строятся на том, что влиятельные галеристы раздувают их успешность. И да, плохой художник может сделать неплохую карьеру, но после нескольких выставок, через два или четыре года он постепенно исчезнет из поля видимости.
Шавлохова А. Интервью Олафура Элиассона // «Andy Warhol’s Interview» № 12-1 (31). — 2014—2015.

## Награды
- Кавалер 1 класса ордена Данеброг (24 января 2017 года, Дания)[4].
- Кавалер ордена Исландского Сокола (2008 год, Исландия).
- Офицер ордена Искусств и литературы (Франция).